# 4th Special Service Brigade (Royaume-Uni)

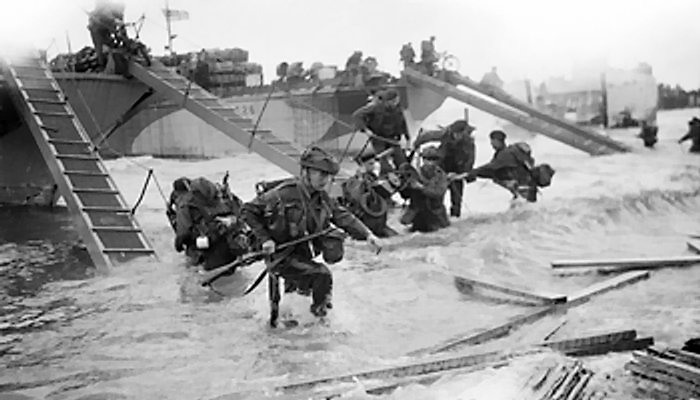
Débarquement à Saint-Aubin-sur-Mer en juin 1944 du personnel du quartier général de la Special Service Brigade.

La 4th Special Service Brigade, rebaptisée 4th Commando Brigade, est une brigade de combat britannique active entre 1944 et 1946 et créée à partir d'unités des Royal Marines.
La brigade participe au Débarquement de Normandie en juin 1944 et a ensuite participé à la bataille de l'Escaut et la bataille de la chaussée de Walcheren.